# Septembre 1985

## Les événements
- 1er septembre : Découverte de l'épave du Titanic
- 8 septembre (Formule 1) : Grand Prix automobile d'Italie.

- 9 - 11 septembre : émeutes de Birmingham[1].

- 12 septembre :
  - Acte de Contadora pour la paix et la coopération en Amérique centrale. Seul le Nicaragua signe le document[2].
  - Le Royaume-Uni expulse 31 « diplomates » soviétiques, l'Union soviétique réplique de même.

- 15 septembre (Formule 1) : Grand Prix automobile de Belgique.

- 19 septembre : violent tremblement de terre au Mexique, de magnitude 8,0, faisant au moins 9 500 morts, principalement à Mexico, à 350 km de l'épicentre.

- 22 septembre : signature des accords du Plaza à New York entre les États-Unis, la France, le Royaume-Uni, l'Allemagne de l'Ouest et le Japon, pour une gestion concertée des taux de change afin de faire baisser le dollar (qui avait atteint 10,6 francs français).
  - Le nouveau secrétaire au trésor James Baker exprime son intention de réaliser un « atterrissage en douceur » du dollar, dont la parité trop élevée nuit aux exportations.
  - Réévaluation du yen.

- 27 septembre : pour lancer son programme de réformes économiques en URSS, Gorbatchev remplace au poste de Premier ministre le récalcitrant Nikolai Tikhonov par Nikolai Ryzhkov, jugé plus ouvert. Jusqu’en 1987, Gorbatchev reste cependant attaché à une économie planifiée dans laquelle il introduit progressivement des éléments de marché.

## Naissances
- 6 septembre : 
  - Mélanie Delloye-Betancourt, fille de l'ex-otage franco-colombienne Íngrid Betancourt.
  - Paulo Domingos Manquele, artiste, styliste et créateur de bijoux germano-angolais.
- 7 septembre : Alyssa Diaz, actrice américaine.
- 9 septembre : Luka Modrić, footballeur croate évoluant au Real Madrid
- 11 septembre : Shaun Livingston, basketteur américain.
- 12 septembre : Jonatan Cerrada, chanteur belge.
- 13 septembre : Bader Al Homoud, réalisateur et scénariste saoudien.
- 14 septembre :
  - Alexander George « Alex » Clare, chanteur britannique.
  - Mouhammad Faye, basketteur sénégalais.
  - Vanessa Fernandes, triathlète professionnelle portugaise.
  - Paolo Gregoletto, musicien américain, bassiste du groupe Trivium.
  - Brandon Hicks, joueur américain de baseball.
  - Kohske, mangaka japonaise.
  - Stijn Neirynck, coureur cycliste belge.
  - Anđelo Šetka, poloïste croate.
  - Maicon Souza, footballeur brésilien.
  - Aya Ueto, actrice, chanteuse, et ex-idole japonaise avec le groupe de J-pop Z-1.
  - Dilshad Vadsaria, actrice américaine.
  - Lisanne Vermeulen, footballeuse néerlandaise.
  - Delmon Young, joueur américain de baseball.
- 16 septembre : Badr ben Abdullah ben Mohammed Al-Farhan, homme d'affaires et homme politique saoudien.
- 18 septembre : Justin Hawkins, basketteur américain.
- 20 septembre : Abou Maïga, footballeur béninois.
- 21 septembre : 
  - Chloé Nabédian, présentatrice française.
  - Russ Sinkewich , joueur professionnel américain de hockey sur glace.
- 24 septembre :
  - Eric Adjetey Anang, sculpteur ghanéen.
  - Jessica Lucas, actrice canadienne.
  - Jonathan Soriano, footballeur espagnol.
  - Diego Silveti, matador mexicain.
- 26 septembre :
  - Valérie Bègue, Miss France 2008.
  - M. Pokora, chanteur français de RnB et de pop.
  - Cindy Fabre, Miss France 2005.

## Décès
- 4 septembre : George O'Brien, cinéaste américain.
- 19 septembre : Italo Calvino, écrivain italien.
- 30 septembre :
  - Charles Francis Richter, sismologue américain.
  - Simone Signoret, actrice française (° 25 mars 1921).